# Bitwa pod Proszowicami
Bitwa pod Proszowicami – bitwa stoczona pod Proszowicami w nocy z 6/7 września 1939 roku między oddziałami polskimi z 55 Dywizji Piechoty a pododdziałami niemieckiej 10 Armii.

## Zarys sytuacji
Sytuacja Armii „Kraków” już w przeddzień rozpoczęcia działań wojennych była trudna. Jej najważniejszym zadaniem była obrona Górnego Śląska oraz obszaru na południowy zachód od Krakowa. Dowódca Armii „Kraków” gen. Antoni Szylling do obrony tak dużego obszaru dysponował niewielkim siłami, a mianowicie: pięcioma dywizjami piechoty, Krakowską Brygadą Kawalerii, 10 Brygadą Kawalerii (Zmotoryzowanej) i 1 Brygadą Górską. Wojska niemieckie uderzając na odcinku bronionym przez Armię „Kraków” dysponowały trzykrotną przewagą. Dowódcy 14 i części 10 Armii niemieckiej, których celem było rozbicie wojsk polskich w Małopolsce i wyjście na głębokie tyły polskiej obrony, dysponowali około 14–16 wielkim jednostkami (w tym dywizjami pancernymi i lekkimi).
Dnia 1 września rozpoczęły się intensywne działania wojenne na odcinku bronionym przez Armię „Kraków”. Uderzenie niemieckich dywizji pancernych z doliny Orawy zagroziło oskrzydleniem polskiej obrony od strony południowej, zaś rozbicie polskich oddziałów Obrony Narodowej pod Kłobuckiem spowodowało utratę łączności z Armią „Łódź” . W związku z tym gen. Szylling już 2 września zarządził odwrót podległych mu oddziałów w kierunku wschodnim.
55 Dywizja Piechoty była jednostką rezerwową, sformowaną z śląskich batalionów Obrony Narodowej. Jednostka wchodziła w skład GO „Śląsk” będącej częścią Armii „Kraków”. Dywizja składała się z 203 pułku piechoty, 204 pułku piechoty oraz 65 pułku artylerii lekkiej. Jej dowódcą był płk Stanisław Kalabiński.
1 i 2 września 55 Dywizja Piechoty walczyła niedaleko Mikołowa, skąd 3 i 4 września przemaszerowała nad Nidę. Sytuacja jednostki była trudna ze względu na szybkość poruszania się niemieckich oddziałów pancernych i zmotoryzowanych. Wieczorem 6 września w rejon Proszowic przybyły 204 pułk piechoty oraz 65 pułk artylerii lekkiej, stanowiące południową część kolumny marszowej 55 Dywizji Piechoty.

## Przebieg bitwy
Pododdziały 55 Dywizji Piechoty wycofywały się w nocy z 6/7 września z rejonu Posądzy w kierunku na Kazimierzę Wielką. Na terenie miasta Proszowic oddziały polskie zostały niespodziewanie zaatakowane od strony Słomnik. Początkowo wybuchło duże zamieszanie, jednakże niebawem polska obrona zaczęła tężeć. Polacy odpowiedzieli ogniem broni maszynowej ustawionej w domach na Rynku, cmentarz w Proszowicach zajął batalion z Rybnika, a artylerzyści zaczęli ostrzeliwać niemieckie czołgi i piechotę. W ciągu nocy trwała intensywna wymiana ognia między oddziałami polskimi a niemieckimi. Nad ranem do natarcia ruszyły niemieckie oddziały pancerne, które przełamały polską obronę i zadały 55 Dywizji Piechoty znaczne straty w ludziach i sprzęcie. Zginęło 118 żołnierzy polskich, 201 zostało rannych . Ponadto 65 pułk artylerii lekkiej stracił 3 działa i kilkanaście koni. Pobite polskie oddziały wycofały się w kierunku północno-wschodnim. W wyniku bitwy została spalona około 1/3 zabudowań miasta Proszowic.

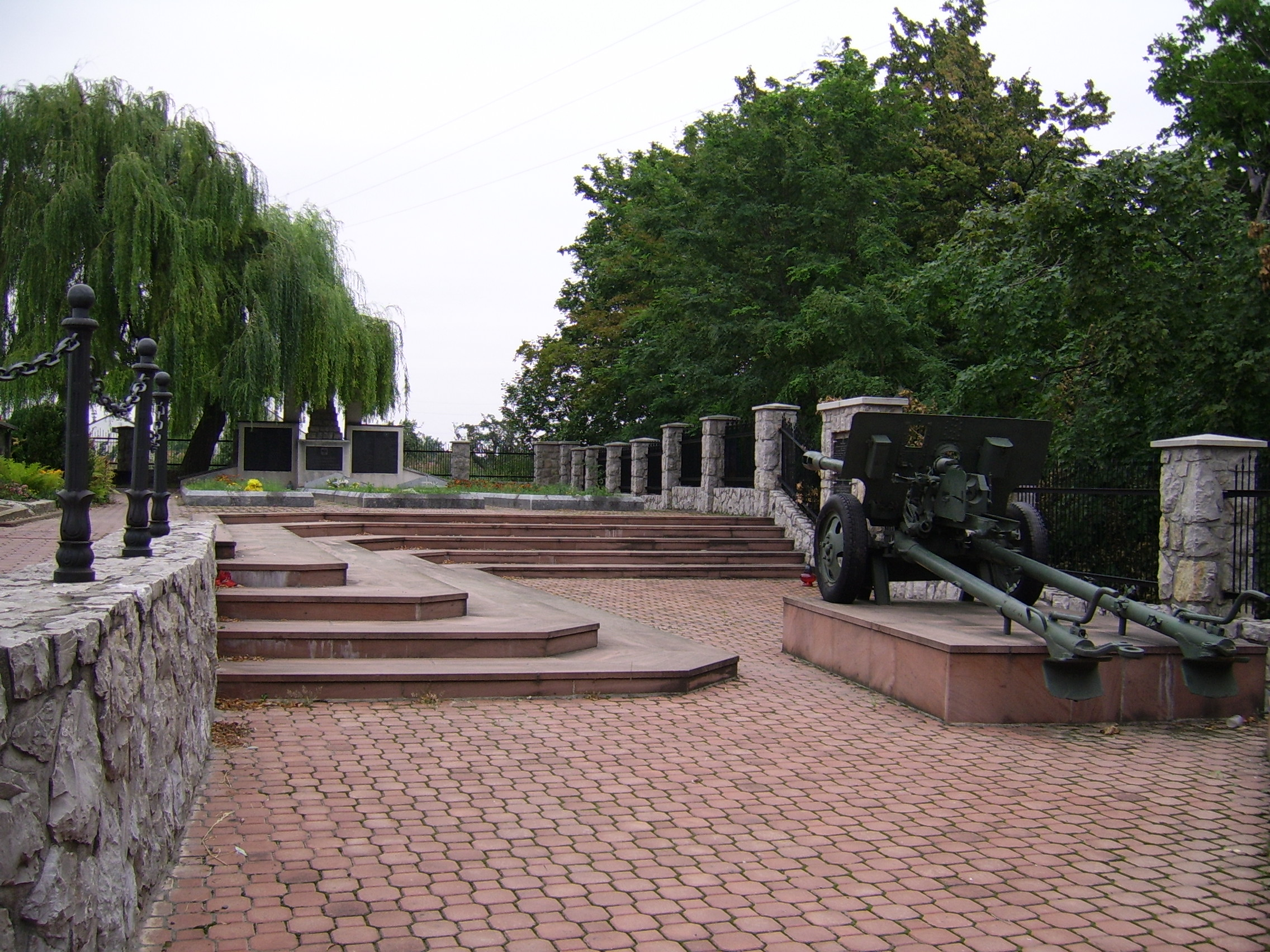
Mogiły poległych polskich żołnierzy 55 Dywizji Piechoty

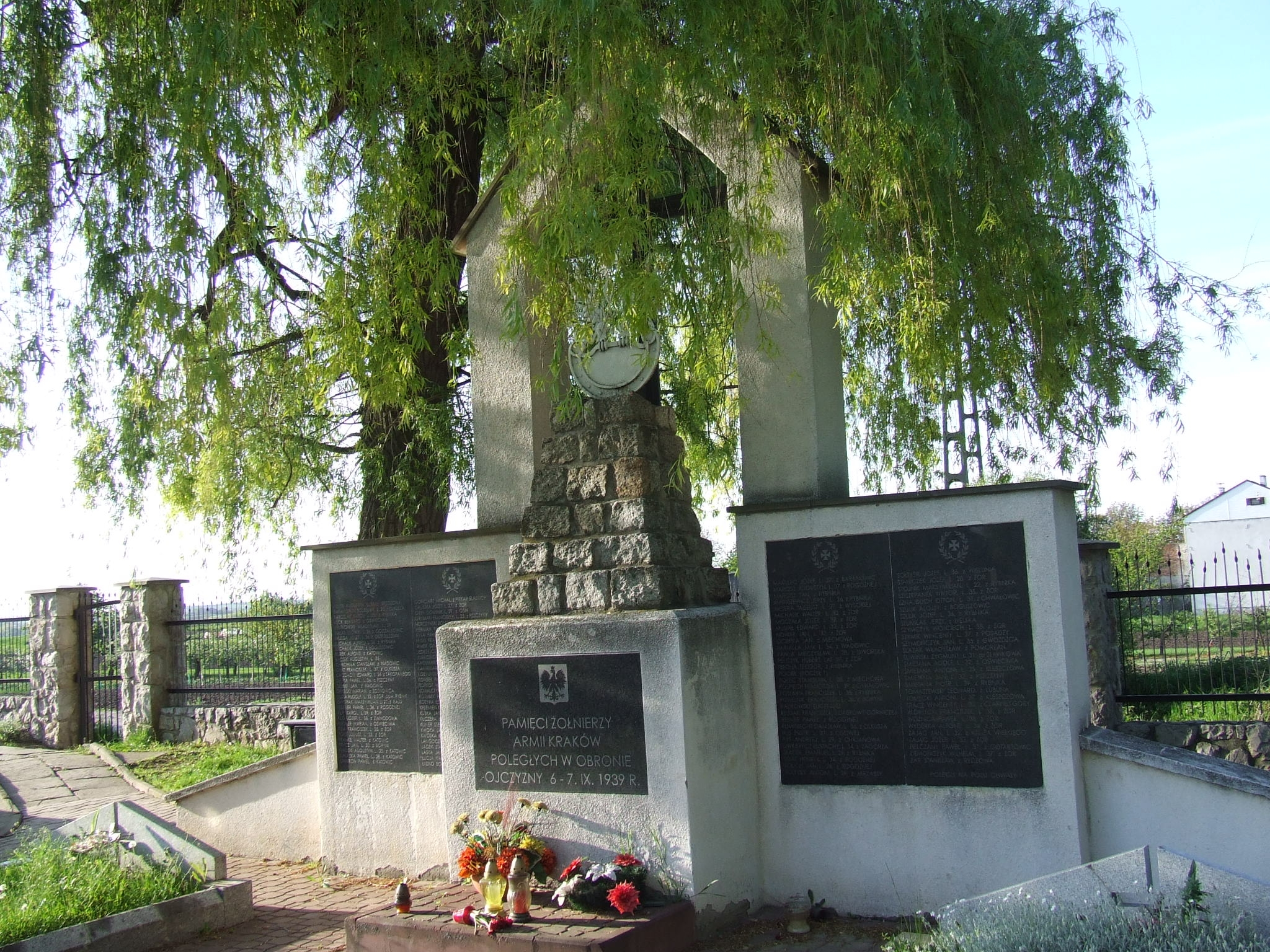
Tablice z personaliami poległych w bitwie pod Proszowicami

## Współczesne obchody upamiętniające to wydarzenie
W Proszowicach każdego roku w dzień 6 września odbywają się uroczyste obchody mające na celu upamiętnienie wydarzeń tamtych dni. Zaczynają się one od Mszy Świętej w kościele pw. NMP w Proszowicach w intencji poległych żołnierzy. Następnie zebrani uroczystym przemarszem zmierzają na cmentarz parafialny, gdzie przy kwaterze wojennej żołnierzy Wojska Polskiego z 1939 roku odbywa się apel poległych, złożenie wieńców przed obeliskiem oraz salwa honorowa.
W uroczystościach biorą udział posłowie i senatorowie pochodzący z regionu Proszowic, przedstawiciele władz województwa, Gminy Proszowice czy powiatu proszowickiego.  Obecni są także uczniowie tutejszych szkół oraz mieszkańcy miasta czy okolicznych wsi. Na obchody przybywają pododdziały żołnierzy z 6 Brygady Powietrznodesantowej z Krakowa, 5 Batalionu Dowodzenia im. gen. broni Stanisława Hallera czy 11 MBOT i inne.